# Callitriche cophocarpa
Callitriche cophocarpa là một loài thực vật có hoa trong họ Mã đề. Loài này được Sendtn. mô tả khoa học đầu tiên năm 1854.

## Hình ảnh

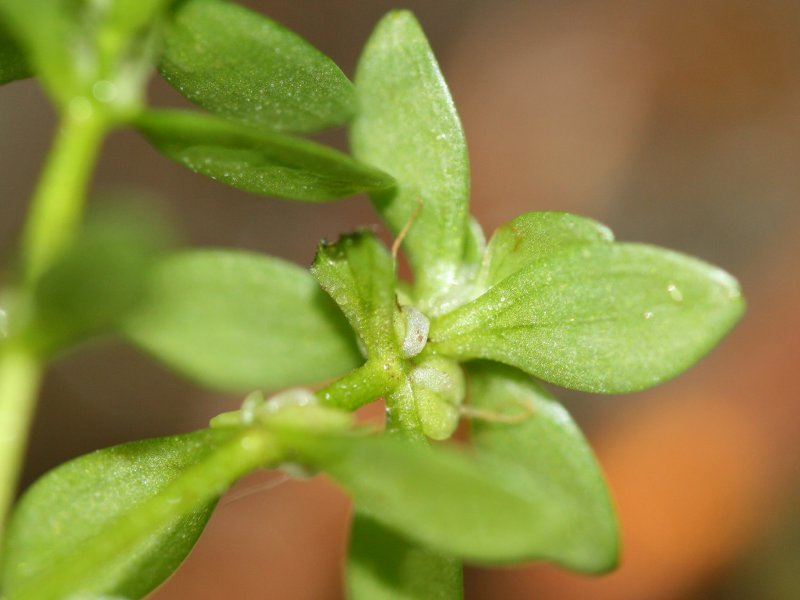
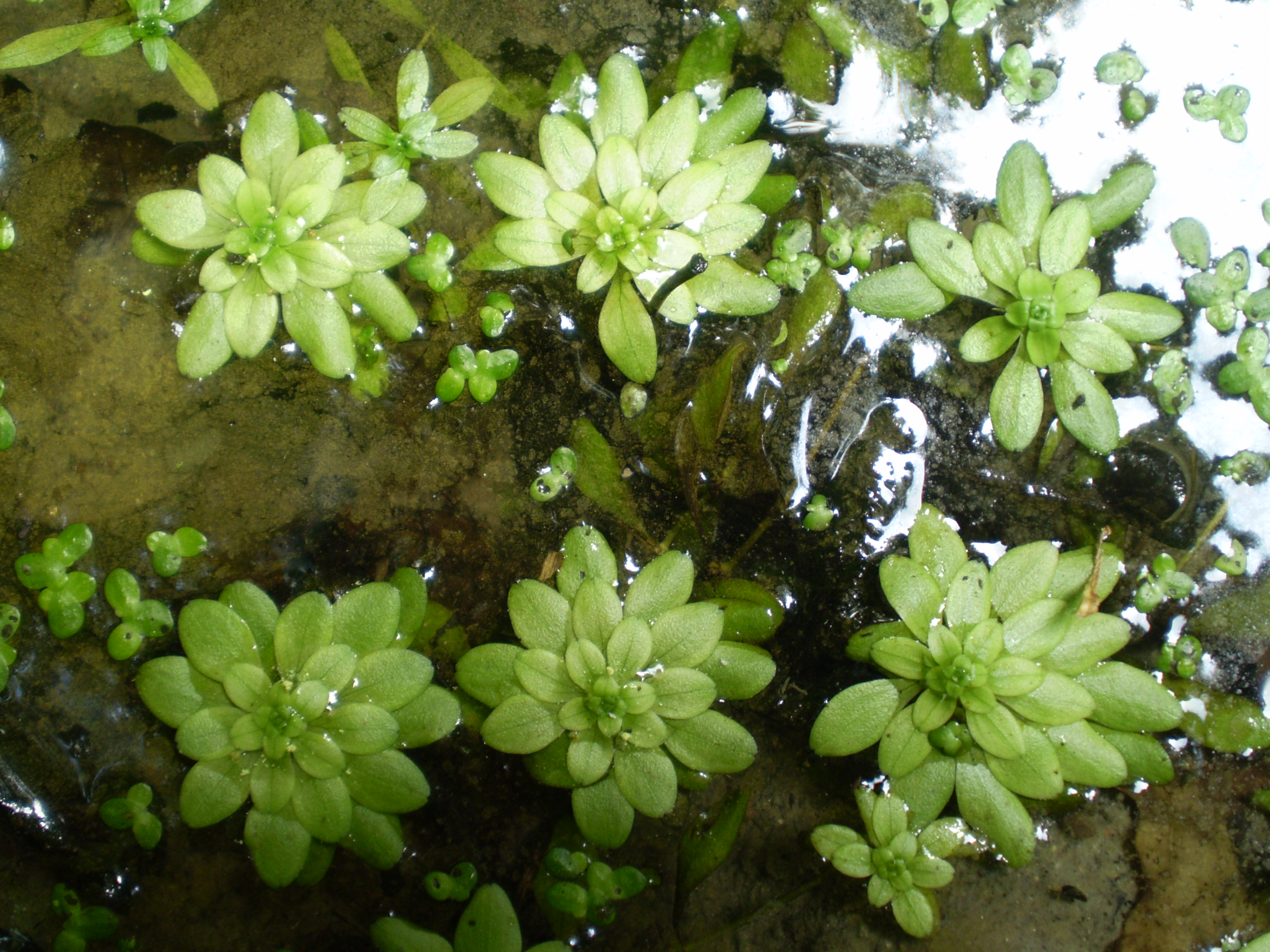
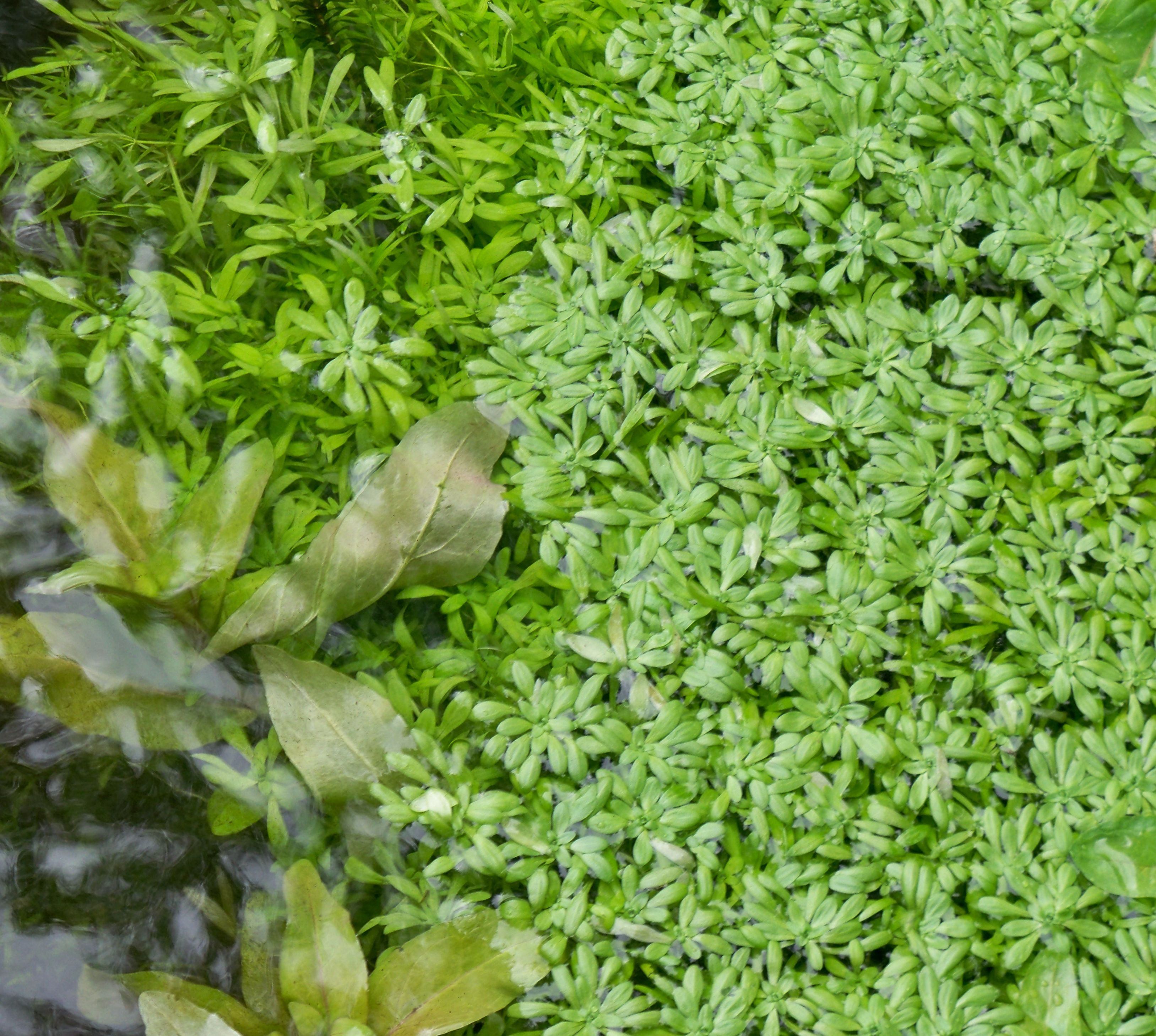
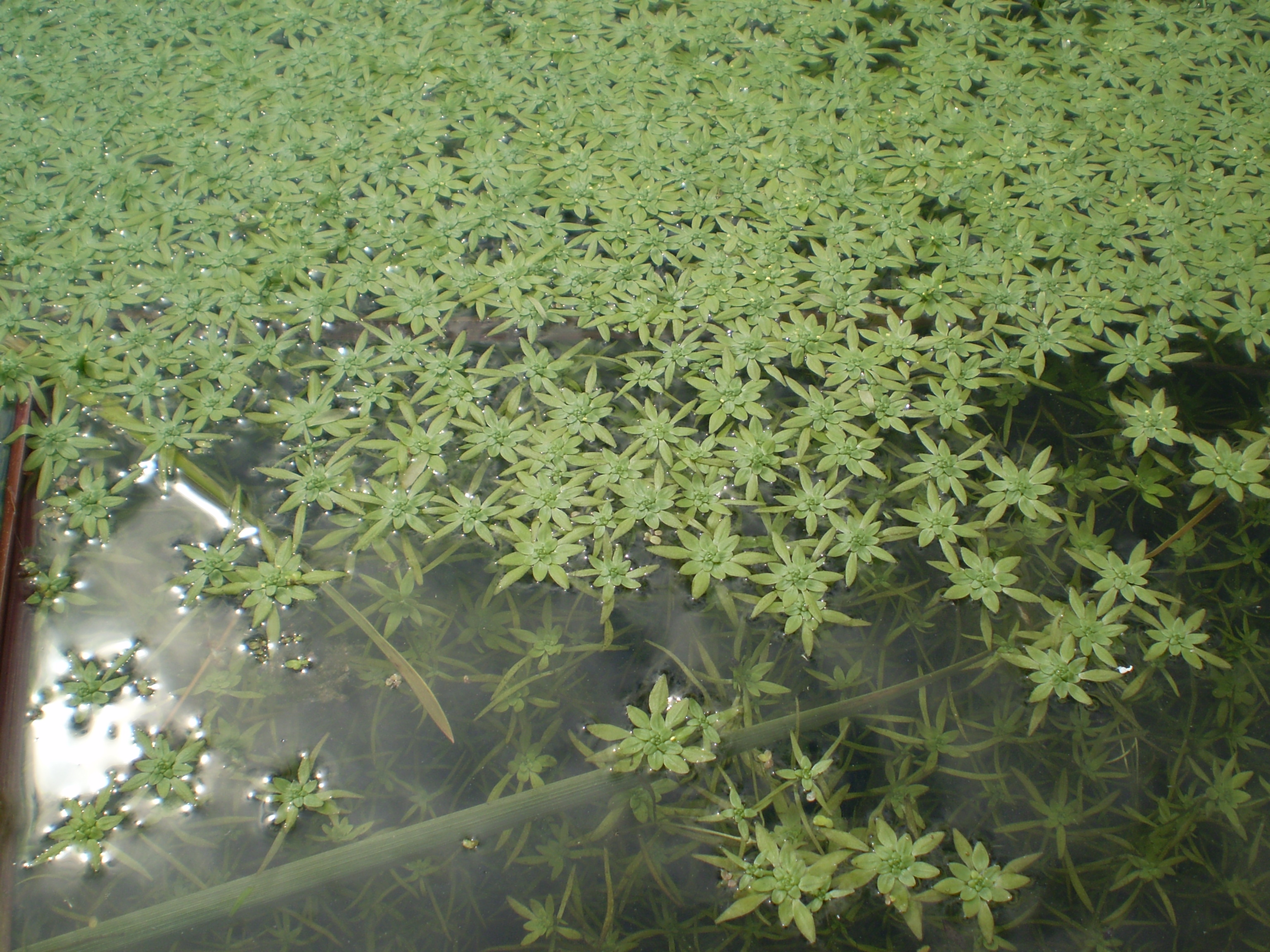